# فالنتينا دياز
فالنتينا دياز (بالإسبانية: Valentina Díaz)‏ هي لاعبة كرة قدم تشيلية، ولدت في 30 مارس 2001 في تشيلي.

## روابط خارجية
- فالنتينا دياز على موقع الاتحاد الدولي (مؤرشف)  (الإنجليزية)
- فالنتينا دياز على موقع قاعدة بيانات كرة القدم.إي يو (الإنجليزية)
- فالنتينا دياز على موقع عالم كرة القدم.نت (الإنجليزية)
- فالنتينا دياز على موقع أوليمبيديا (الإنجليزية)